# Rudy Dhaenens
Rudy Dhaenens (Deinze, provincia de Flandes Oriental, 10 de abril de 1961 - † 6 de abril de 1998) fue un ciclista belga, profesional entre los años 1983 y 1992, cuyo mayor éxito deportivo fue el maillot arcoíris logrado en el Campeonato del Mundo de 1990.
Principalmente destacó en competiciones de un día, obteniendo buenos resultados en clásicas de renombre como la París-Roubaix (2.º en 1986, 3.º en 1987, 5.º en 1985), el Tour de Flandes (2º en 1990), la Lieja-Bastogne-Lieja (4.º en 1990), la Gante-Wevelgem (3.º en 1985) o la Het Volk (4.º en 1988).
Al término de la temporada de 1992 se vio obligado a retirarse del ciclismo profesional debido a problemas médicos.
Falleció en Aalst en 1998, cuatro días antes de cumplir 37 años, a consecuencia de un accidente de coche. En su honor se creó el Gran Premio Rudy Dhaenens, que se disputa anualmente en Nevele, Flandes Oriental.

## Palmarés
| 1982 - Circuito Franco-Belga 1985 - 3.º en el Campeonato de Bélgica en Ruta - Druivenkoers Overijse - Omloop Mandel-Leie-Schelde 1986 - 1 etapa del Tour de Francia - 1 etapa del Tour de Luxemburgo | 1990 - Campeonato Mundial en Ruta - 1 etapa de la Vuelta a Asturias - 2.º en la Copa del Mundo |

## Resultados en las grandes vueltas
| Carrera         | 1983 | 1984 | 1985  | 1986  | 1987 | 1988 | 1989 | 1990 | 1991 | 1992 |
| --------------- | ---- | ---- | ----- | ----- | ---- | ---- | ---- | ---- | ---- | ---- |
| Giro de Italia  | -    | -    | -     | -     | -    | Ab.  | -    | -    | -    | -    |
| Tour de Francia | Ab.  | Ab.  | 101.º | 122.º | Ab.  | 87.º | Ab.  | 43.º | Ab.  | -    |
| Vuelta a España | -    | -    | -     | -     | -    | -    | -    | -    | -    | -    |
| Mundial en Ruta | -    | Ab.  | Ab.   | 63.º  | -    | -    | -    | 1.º  | 14.º | -    |

-: no participa

Ab.: abandono

## Equipos
- Splendor (1983-1984)
- Hitachi (1985-1987)
- PDM (1988-1990)
- Panasonic (1991-1992)